# Kim Hoa (huyện)
Kim Hoa là một huyện cũ của Việt Nam, tồn tại từ triều đại nhà Hậu Lê (năm Quang Thuận (1460-1469) thời vua Lê Thánh Tông) đến nhà Nguyễn (năm Thiệu Trị thứ nhất, 1841) thì bị đổi thành Kim Anh. Huyện Kim Hoa thuộc phủ Bắc Hà (sau đổi là phủ Thiên Phúc (vào năm Minh Mạng)) xứ Kinh Bắc.

## Cương vực
Kim Hoa gồm 9 tổng (bao gồm 54 làng xã):
1. Tổng Phù Lỗ (gồm các xã Phù Lỗ, Phù Xá, Khê Nữ, Nhạn Tái, Bắc Giã, Xuân Nội, Tảo Mai, Thái Phù, Càn Khê, Kim Tiên, Xuân Kỳ, Liên Lý; nay thuộc phần đất các xã Nguyên Khê, Xuân Nội của huyện Đông Anh và xã Phù Lỗ huyện Sóc Sơn)
2. Tổng Kim Hoa (gồm các xã Kim Hoa, Xuân Hoa, Thanh Tồi, Khả Do; nay thuộc phần đất các xã Kim Hoa, Thanh Lâm của huyện Mê Linh, xã Nam Viêm và phường Phúc Thắng của Phúc Yên).
3. Tổng Gia Thượng (gồm các xã Gia Thượng, Phù An, Chi Đông, Lâm Hộ, Giai Tạ; nay là phần đất thuộc các xã thị trấn: Thanh Lâm, Chi Đông, Quang Minh,... huyện Mê Linh).
4. Tổng Đông Đồ (gồm các xã Đông Đồ, Chu Lão, Sơn Du, Thụy Hà, Tằng My; nay là phần đất thuộc các xã Nam Hồng (Tằng My), Bắc Hồng (Thụy Hà,...), Nguyên Khê (Sơn Du) huyện Đông Anh Hà Nội).
5. Tổng Ninh Bắc (gồm các xã Ninh Bắc, Gia Hạ (Hương Gia), Nội Phật (Nội Bài), Đông Bài, Đống Mai (Mai Đình); nay là phần đất thuộc các xã Phú Cường (Hương Gia), Quang Tiến (Ninh Bắc, Nội Bài), Song Mai của huyện Sóc Sơn)
6. Tổng Cổ Bái (gồm các xã Cổ Bái, Thạch Lỗi, Thanh Nhàn, Hiền Lương, Phù Lai, Thắng Trí; nay là phần đất thuộc các xã Thanh Xuân (Thanh Nhàn, Thạch Lỗi), Hiền Ninh (Hiền Lương), Minh Trí (Thắng Trí),... huyện Sóc Sơn).
7. Tổng Quan Đình.
8. Tổng Tiên Dược.
9. Tổng Xuân Bảng. Nay là phần đất thuộc các huyện Mê Linh, Sóc Sơn của Hà Nội.

Đất huyện Kim Hoa xưa, ngày nay thuộc phần đất các huyện Đông Anh, Mê Linh, Sóc Sơn của Hà Nội và thành phố Phúc Yên của tỉnh Vĩnh Phúc.

## Biến đổi vùng đất Kim Hoa trong Cận và Hiện đại
Năm 1841 huyện Kim Hoa bị đổi sang thành huyện Kim Anh phủ Thiên Phúc (có thể là do phạm húy hoàng hậu nhà Nguyễn), nhưng không thay đổi địa giới (phủ Thiên Phúc sau còn được gọi là Tiên Phúc hay Tân Phúc). Từ năm 1831 đến năm 1901, đất huyện Kim Hoa (Kim Anh) thuộc tỉnh Bắc Ninh. Năm 1876-1903, huyện Kim Anh sáp nhập với huyện Đông Ngàn thành huyện Đông Anh, năm 1901 thuộc tỉnh Phù Lỗ. Năm 1903 Kim Anh lại được tái lập, tách khỏi Đông Anh, và sau thuộc tỉnh Phúc Yên. Sau năm 1945, Kim Anh thuộc các tỉnh Phúc Yên, Vĩnh Phúc (1950-1968), Vĩnh Phú (1968-1977). Từ các năm 1977 - 1979, cắt các xã Cao Minh, Nam Viêm, Ngọc Thanh, Phúc Thắng, Kim Hoa, Quang Minh về huyện Mê Linh tỉnh Vĩnh Phú, sau đó mở rộng Hà Nội thì thuộc về Hà Nội, còn lại nhập với huyện Đa Phúc thành huyện Sóc Sơn, huyện Kim Anh không còn tồn tại nữa. Phần đất huyện Kim Hoa cũ nay thuộc xã, phường, thị trấn: Cao Minh, Ngọc Thanh, Nam Viêm, Phúc Thắng, Xuân Hòa, Đồng Xuân (các xã phường này nay thuộc thị xã Phúc Yên); Minh Trí, Minh Phú, Tân Dân, Hiền Ninh, Thanh Xuân, Phú Cường, Quang Tiến, Mai Đình, Phú Minh, Phù Lỗ, Tiên Dược, Đông Xuân (các xã này thuộc huyện Sóc Sơn Hà Nội); Kim Hoa, Chi Đông, Quang Minh, Thanh Lâm (các xã, thị trấn thuộc huyện Mê Linh Hà Nội); Nam Hồng, Bắc Hồng, Nguyên Khê, Xuân Nộn (các xã thuộc huyện Đông Anh Hà Nội).